# سي-نوت
بنجامين ميليز فرانكلين أو سي-نوت (بالإنجليزية: Benjamin Miles "C-Note" Franklin)‏ هو إحدى الشخصيات الخيالية الرئيسية في المسلسل التلفزيوني الأمريكي بريزون بريك، قام بتأدية هذه الشخصية الممثل روكموند دنبار. ظهر للمرة الأولى في حلقة «المقدمة»، وأصبح إحدى الشخصيات الرئيسية في المسلسل في منتصف الموسم الأول.

## الخلفية
كان فرانكلين رقيبًا أولًا في الجيش الأمريكي المتمركز في الكويت. لاحظ أنواعا من التعذيب غير القانوني للعدد من المحتجزين بينما كان يحرس مركز الاحتجاز، فبعث بتقرير إلى قائده. اسمه الحركي «سي-نوت» مشتق من «سي» التي تمثل الرقم 100 في الأرقام الرومانية، و«نوت» وهي العملة الورقية الأمريكية الفيدرالية؛ ولوجود صورة بنجامين فرانكلين على الورق من فئة 100 دولار؛ أصبح الاسم الحركي «سي-نوت» اسمًا لهذا الرقيب. سرّحه قائده بتهمة الانخراط في نشاطات السوق السوداء بعد أن رفض سي-نوت السكوت عن حادثة التعذيب. بعد أن سُرّح من عمله، واجه سي-نوت صعوبة في إيجاد عمل آخر يسد حاجته وحاجة زوجته كاسي وابنته ديدي، فلجأ إلى الكسب بوسائل إجرامية. كان زوج أخته داريس مورغان سائق شاحنات فاقترح عليه مساعدته في نقل البضائع المسروقة. ولكنه اعتقل ولأنه رفض الوشاية برفاقه، أرسل إلى إصلاحية نهر فوكس. أخبر زوجته وابنته أنه عائدٌ إلى العراق (لأنه لم يخبرهما أساسا أنه سُرّح من العمل في الجيش). توسل إلى أخي زوجتي ألا يخبرهما أنه معتقل.

## الظهور
ظهر فرانكلين في الحلقة الأولى من المسلسل «المقدمة»، وظهر كشخصية أساسية بعد الحلقة الثالثة عشر.

### الموسم الأول
بدأ سي-نوت العمل في مطبخ السجن واشتهر باسم «صيدلي السجن»، لأنه قادر على توفير أيٍ من احتياجات السجناء مقابل مئة دولار (أو «سي-نوت»، وهو الاسم الذي اشتهر به). التقى بمايكل سكوفيلد لأول مرة عندما طلب منه مايكل إحضار بعض PUGNAc ليبدو مصابا بالسكري ومن ثم ليتمكن من الدخول يوميا إلى المستوصف (وهو مكانٌ رئيسيٌ في خطة الهرب). يسعى سي-نوت لمعرفة خطة مايكل، لكنه يرفض إخباره. في «ألين» يرفض سي-نوت التعامل مع مايكل بعد أن شاهده مع تي-باغ، قائد البيض المتعصبين في السجن. لكنه اكتشف لاحقا أن مايكل يقف على الحياد في هذه المواجهات، لكن هذا لم يحد فضوله.
بعد غياب طويل، عاد سي-نوت إلى المسلسل في حلقة «توينر» وفيها بدأ يشك في عمال السجن عندما اكتشف أن العمال ينتثرون بقايا إسمنتية في ساحة السجن من الحفرة التي يحفرونها في غرفة استراحة الحراس. بعد أن أُستبدل رئيس عمال السجن جون أبروزي بآخر، رشاه سي-نوت ليصبح من عمال السجن في حلقة «خدعة اليد». اكتشف أن الحفرة التي حفرها مايكل وبقية فريق عمال السجن هي جزء من خطة الهرب. عندما استعاد جون السيطرة على عمال السجن، خيّر سي-نوت الفريق مهددا بين الكشف عن الحفرة وبين الانضمام إليهم. كان في البداية مصدرا للخلاف في الفريق، وفي حلقة «وخرج الرجل الغريب» حاول الإيقاع بين مايكل ورفيق زنزانته فرناندو سوكري. كان سي-نوت واحدا من ستة فشلوا في محاولة الهرب الأولى في حلقة «نهاية المطاف»، وفي نفس الحلقة يُكشف عن أن زوجته وابنته لا يعرفان عن سجنه، ويعتقدان أنه في الخارج يخدم في الجيش.
أصبح سي-نوت عضوا ذو قدر في الفريق في حلقات المسلسل الأخيرة، وساعدهم في العديد من المشاكل التي أوشكت على تدمير خطة الهرب. صادق أيضا رفيقه الهارب تشارليز وستمورلاند لأنهما يتشاركان في نفس هدف الهرب وهو لقاء العائلة من جديد. من التبعات التي لحقت بسي-نوت بسبب انخراطه في خطة الهرب هي عداوة رافقه السود له كما يظهر في حلقة «الخدعة»، بسبب تعامله مع تي-باغ الذي انضم إلى فريق الهرب. أنفذته خطة الهرب من تهديدات رفاقه السود بقتله في نفس اليوم المقرر للهرب. بعد أن هرب «ثمانية نهر فوكس» من السجن واجه مايكل وسي-نوت ولينكون وسوكري وجون مشاكلا أكبر، ولاحقتهم أعداد كبيرة من قوات الشرطة، مما اضطرهم في النهاية إلى الهرب غبر الغابات.

### الموسم الثاني
في الموسم الثاني، تتمحور قصة سي-نوت حول انضمامه إلى البحث عن أموال وستمورلاند، بالإضافة إلى قصة منفصلة يسعى فيها للالتقاء بعائلته. بعد أن انفصل عن السجناء الآحرين في «أوتيس»، سافر سي-نوت إلى أوتاه والتقى أخيرا بثمانية نهر فوكس الآخرين في «المخطط». في هذه الحلقات، يعود سي-نوت إلى إشعال الخلافات بين الفريق، وخصوصا بينه وبين تي-باغ. أمضى الهاربون بضع حلقات في الحفر بحثا عن المال حتى وجدوه. لكن سوكري يخون سي-نوت والآخرين فيطلب منهم المال كله تحت تهديد السلاح. رجع سي-نوت إلى شيكاغو خاوي اليدين.
بعد أن علمت زوجته كيسي بهروبه في حلقة «المسح» أصابها الإحباط لمعرفتها الحقيقة وترددت في البقاء مرتبطة به. لكنها تقرر لاحقا أن تقف بجانبه. في حلقة «وحفروا» يقابل سي-نوت زملاءه القداما في سياقة الشاحنات ويطلب منه المساعدة في إيجاد خطة ليلتقي بعائلته. استطاعوا النجاة بأعجوبة من المباحث الفيدرالية، وتمكن سي-نوت من لقاء أسرته. بعد أن غاب لحلقتين، ظهر سي-نوت وعائلته في حلقة «الانقطاع» حيث كانوا سعيدين حتى اشتكت ابنته من ألم في المعدة لأن والدتها لم تأخذ معها دواءها. تحاول كيسي الحصول على الدواء من إحدى الصيدليات، إلا أن الصيدلية تتعرف عليها فتبلغ السلطات. لا يملك سي-نوت إلا أن يرقب زوجته تعتقل ويهرب.
يعود سي-نوت وابنته في «جون دو». يشعر سي-نوت بالذنب حيال اعتقال زوجته، فيحاول دفع كفالة لها. كان يعزم على الفرار بها إلى آلاسكا. لكن كفالة كيسي رُفِضت.
في حلقة «شيكاغو» كان سي-نوت وديدي في بينسون في ولاية مينيسوتا يتناولان الفطور فأحست ابنته بألم نتيجة لمرض الكلى الذي تعاني منه. كان على وشك المغادرة، لكن سارقا أتى بالمصادفة حاملا مسدسا. تصدى له سي-نوت وطرحه. بعد ذلك بلحظات، قدمت الشرطة، فأخرجته امرأة كان السارق يريد أن يقتلها من الباب الخلفي على الرغم من أنها كانت تعرف أنه مطلوب. وبالرغم ما حدث، تلقى العميل ماهون بلاغا عن أن سي-نوت شوهد في مطعم، وأن ابنته كانت مريضة. يصل ماهون إلى مينيسوتا إلا أن سي-نوت يتمكن من الفرار. بعد أن حاول سي-نوت الذهاب بابنته إلى المستشفى، رفضت المستشفى استقبالها لأنها لا تمتلك أي أوراق ثبوتية. يذهب سي-نوت بعد ذلك إلى عيادية مجانية، لتتأكد حاجة ابنته للعالج؛ فيتصل بالعميل ماهون عارضا تسليم نفسه مقابل تلقي ديدي العلاج المناسب وإطلاق سراح زوجته. يوافق ماهون على ذلك على أن يدلي سي-نوت بمعلومات عن مايكل فيخبره عن موقع Europeangoldfinch.net الذي اتفق مايكل وسوكري أن يستخدماه للتواصل. عندما لم يستطع سي-نوت معرفة موقع مايكل، أجبره ماهون -بأوامر من العميل كيم- على أن ينتحر شنقا مقابل سلامة ابنته وزوجته، لكن الحراس ينقذونه في الحلقة التي تليها. اتصل سي-نوت بمكتب المباحث الفيدرالية بعد أن أرسل إلى المستوصف، ويطلب الحديث مع ماهون، لكن العميل ويلير -الذي كان يترصد لماهون- أجابه. وعد ويلر سي-نوت بالأمان إذا أخبره عما طلب منه ماهون.
أطلق ويلر سراح سي-نوت من السجن بعد أسبوع ووضعه هو وعائلته في برنامج حماية الشهود مقابل أن يشهد ضد ماهون. كان هذا آخر ظهور لسي-نوت. يعتبر سي-نوت ولينكون بوروز هما العضوان الوحيدان الذين حصلا على البراءة من بين «ثمانية نهر فوكس».

### الموسم الرابع
عاد سي-نوت في الحلقة الواحد والعشرون من الموسم الرابع في حلقة (Rates of Exchange) وكان يبحث عن فرناندو سوكري ليقنعة بأن يدلة على الأخوين مايكل سكوفيلد ولينكون بروز لكي يبرئ ساحتهما شخص من الحكومة (وهو بول كيليرمان) وقد نجح في ذلك بعد مساعدة من تي باغ رغما عنه وقد سلموا سيلا للحكومة وتمت تبرئته جميعا ما عدا تي باغ، ويظهر من لباسة الأخير أنة أصبح يعمل في شركة في مجال مزودات الطاقة